# Frank Rousse
Frank Rousse (vor 1897–1917) war ein englischer Maler und ein Vertreter der viktorianischen Aquarellmalerei.
Frank Rousse war ein Öl-, aber hauptsächlich Aquarellmaler von englischen Landschaften und Küsten. Er lebte in Ilford, Essex und Hadley, Hertfordshire. Viele seiner Arbeiten waren Szenen aus der Grafschaft Yorkshire, insbesondere Whitby.
In den Jahren von 1897 bis 1917 hatte er nachweislich mehrere Ausstellungen im Royal Institute of Painters in Water Colours und an der Royal Academy of Arts. Rousses Beliebtheitsgrad war und ist groß; seine Werke gelten als leicht erschließbar und künstlerisch überzeugend. Große Verbreitung fanden seine Bilder als Postkartenmotive.